# 안카트린 크라머
안카트린 크라머(Ann-Kathrin Kramer, 1966년 4월 4일 ~ )는 독일의 작가, 배우이다.

## 출연 작품
- 리틀 머더스 (2012)
- 위기의 베를린 (2010)